# Schwarzenbergplatz
Schwarzenbergplatz er en af de mest kendte pladser i centrum af Wien. Pladsen er opkaldt efter Karl Philipp Fürst Schwarzenberg.
Her grænser wienerbezirkene Landstraße, Wieden og Innere Stadt op mod hinanden.
De omkringliggende bygninger stammer ligesom Ringstraßenpalais fra slutningen af det 19. århundrede. Kendt er bl.a. "Haus der Industrie", der huser Industriellenvereinigung og som ligger over for Haus der Wiener Kaufmannschaft, den nuværende bygning for Wirtschaftskammer Österreich. Burgtheater har her et lille spillested kaldet "das Kasino". Ligeledes ligger bygningen, der huser den franske ambassade i Østrig, på pladsen og har gjort det siden 1914. 